# Germaan (stof)
Germaan of germaniumtetrahydride (GeH4) is de eenvoudigste verbinding uit de groep van de germanen, verbindingen van germanium met waterstof. Het is een giftig en licht ontvlambaar gas met een kritische temperatuur van 34,85 °C.
Germaan is aangetroffen in de atmosfeer van Jupiter.

## Synthese
Een van de mogelijke syntheses van germaan is de reductie van een halogenide van germaan (bijvoorbeeld germaniumtetrachloride) met lithiumaluminiumhydride:
{\displaystyle {\ce {LiAlH4 + GeCl4 -> GeH4 + LiCl + AlCl3}}}
Het gas kan ook langs elektrochemische weg worden geproduceerd, met een kathode uit germaan, een anode uit cadmium en als elektrolyt een waterige oplossing van NaOH, KOH, en/of LiOH. Aan de kathode wordt germaan gevormd, terwijl de anode wordt geoxideerd tot cadmiumhydroxide.

## Toepassingen
Germaan wordt gebruikt in de halfgeleider-industrie voor doteren en epitaxie.

## Toxicologie en veiligheid
Germaan is een licht ontvlambaar gas, zwaarder dan lucht. Het kan met lucht explosieve mengsels vormen. Het is erg reactief.
De stof is tevens erg giftig. Bij inademing van het gas zal het het zuurstoftransport in het bloed verstoren, omdat het met zuurstof reageert tot germaniumdioxide en water:
{\displaystyle {\ce {GeH4 + 2O2 -> GeO2 + 2H2O}}}
Dit kan leiden tot het verwijden van bloedvaten, cyanose, tremor en kan in ernstige gevallen fataal zijn.